# Didymocarpus mollis
Didymocarpus mollis là một loài thực vật có hoa trong họ Tai voi. Loài này được Wall. ex C.B.Clarke mô tả khoa học đầu tiên năm 1883.